# Schistura multifasciata
Schistura multifasciata är en fiskart som först beskrevs av Day, 1878.  Schistura multifasciata ingår i släktet Schistura och familjen grönlingsfiskar. IUCN kategoriserar arten globalt som livskraftig. Inga underarter finns listade i Catalogue of Life.